# Príapos
Príapos o Lo que dura dura es una novela del escritor cubano-uruguayo Daniel Chavarría, publicada en 2005.

## Sinopsis
Un médico que cumple su Servicio Social en un intrincado sitio de la geografía oriental de Cuba, debe atender varios casos de priapismo. Interesado en pesquisar el origen y la incidencia de patología tan inusitada, en la exigua comunidad de Cuchuflí Arriba, el doctor se propone descubrir el «secreto» de aquellas inexplicables «rigideces», algunas de ellas con secuelas dramáticas para los pacientes...

## Premios
- El día 21 de enero de 2005, un jurado compuesto por Marina Castaño, Román Pina, Rafael Reig, Ricardo Senabre y Lorenzo Silva otorgó el Premio Ciudad de Palma «Camilo José Cela» de novela en castellano, 2004, a la obra "Lo que dura dura" o "Príapos", de Daniel Chavarría.

## Ediciones
- 1ª edición: octubre de 2005; Ediciones B, S.A., para el sello Zeta Bolsillo Bailen, 84 - 08009, Barcelona (España) (http://www.edicionesb.com). - ISBN 84-96546-19-5
- mayo de 2010; Txalaparta argitaletxea (Tafalla) () - ISBN 978-84-8136-572-6